# Martin Gilbert
Sir Martin John Gilbert, CBE (25. října 1936 v Londýně – 3. února 2015) byl britský židovský historik, jeden z nejuznávanějších historiků současnosti a autor více než sedmdesáti historických knih. Specializoval se zejména na život Winstona Churchilla (jehož byl oficiálním životopiscem), na 20. století (hlavně pokud jde o obě světové války a holokaust) a na dějiny Židů a Izraele.

## Život
Martin John Gilbert strávil část svých dětských let v Kanadě v rámci programu záchrany dětí před německým bombardováním. Po válce studoval nejprve na Highgate School a poté na oxfordské Magdalen College. Stupeň BA získal v roce 1960. Mezi jeho profesory na Oxfordu byl i A. J. P. Taylor.
Krátce po své aprobaci začal Gilbert pomáhat Randolphu Churchillovi se psaním biografie jeho otce, Winstona Churchilla. Po Randolphově smrti v roce 1968 převzal úkol dokončit zbylých šest dílů osmidílného životopisu. Na projektu strávil celých 30 let, byť přitom napsal řadu dalších knih, přičemž za tuto práci obdržel pouze poměrně nízké stipendium.
V roce 1990 se stal komandérem Řádu britského impéria a v roce 1995 jej královna Alžběta II. povýšila do rytířského stavu za „službu britské historii a mezinárodním vztahům“.
Byl čestným členem Merton College Oxfordské univerzity a členem Hillsdale College v Michiganu. V roce 2006 zahájil na pět let plánované profesorské působení na katedře historie University of Western Ontario.

## Osobní život
Byl praktikující Žid, byl ženatý a měl dva syny.

## Knihy
Mimo níže uvedené knihy napsal stovky popularizujících historický článků a je spolueditorem Encyklopedie holocaustu.

### Winston Churchill
- Biografie Winstona Churchilla

(první dva díly napsal syn W. Churchilla Randolf)
- - Winston S Churchill: Volume Three: The Challenge of War: 1914-1916, (1971)
  - Winston S Churchill: Volume Four: The Stricken World 1917-1922, (1975)
  - Winston S Churchill: Volume Five: Prophet of Truth 1922-1939, (1979)
  - Winston S Churchill: Volume Six: Finest Hour 1939-1941, (1983)
  - Winston S Churchill: Volume Seven: Road to Victory 1941-1945, (1986)
  - Winston S Churchill: Volume Eight: Never Despair 1945-1965, (1988)

- Přidružené publikace k předchozí biografii
  - Winston S Churchill: Volume Three, Documents (ve dvou dílech), (1972)
  - Winston S Churchill: Volume Four, Documents (ve třech dílech), (1977)
  - Winston S Churchill, The Exchequer Years, 1922-1929, Documents, (1979)
  - Winston S Churchill, The Wilderness Years, 1929-1935, Documents, (1981)
  - Winston S Churchill, The Coming of War, 1936-1939, Documents, (1982)
  - The Churchill War Papers, Volume One: Winston S Churchill, 'At The Admiralty': September 1939-May 1940, (1993)
  - The Churchill War Papers, Volume Two: Winston S Churchill, 'Never Surrender': May-December 1940, (1995)
  - The Churchill War Papers, Volume Three: Winston S Churchill, 'The Ever-Widening War': 1941, (2000)

- Ostatní knihy o W. Churchillovi
  - Winston Churchill, (1966), a short biography for use in Schools
  - Churchill: Great Lives Observed, (1967)
  - Churchill: A Photographic Portrait, (1974)
  - Churchill: An Illustrated Biography, (1979)
  - Churchill's Political Philosophy, (1981)
  - Winston Churchill: The Wilderness Years, (1981)
  - Churchill, A Life, (1991)
  - In Search of Churchill, (1994)
  - Winston Churchill and Emery Reves, Correspondence 1937-1964 (editor), (1997)
  - Churchill at War: His 'Finest Hour' in Photographs, 1940-1945, (2003)
  - Continue to Pester, Nag and Bite (2004), Winston Churchill's War Leadership
  - Churchill and America (2005)
  - Will of the People (2006)
  - Churchill and the Jews (2007)
    - GILBERT, Martin. Churchill a Židé. Praha: BB Art, 2008. 376 s. ISBN 978-80-7381-327-7.

### Holokaust
- - knihy primárně věnované holokaustu
- The Holocaust, Maps and Photographs, (1978), pro použití na školách
- Final Journey: The Fate of the Jews of Nazi Europe, (1979)
- Auschwitz and the Allies, (1981)
- Atlas of the Holocaust, (1982)
- The Holocaust: The Jewish Tragedy, (1986)
- The Boys, Triumph Over Adversity, (1996)
- Holocaust Journey: Travelling in Search of the Past, (1997)
- Never Again': A History of the Holocaust, (2000)
- The Righteous: The Unsung Heroes of the Holocaust, (2002)
- Kristallnacht: Prelude to Destruction, (2006)

### Ostatní historické knihy a biografie
- Britain and Germany Between the Wars (editor), (1964)
- The Appeasers (with Richard Gott), (1965)
- The European Powers 1900-1945, (1965)
- Plough My Own Furrow: The Life of Lord Allen of Hurtwood (editor), (1965)
- Recent History Atlas, 1860-1960, (1965)
- The Roots of Appeasement, (1966)
- Servant of India (editor), (1966), A Study of Imperial Rule in India from 1905-1910 as told through the correspondence and diaries of Sir James Dunlop-Smith, Private Secretary to the Viceroy of India
- Lloyd George: Great Lives Observed (editor), (1968)
- British History Atlas, (1968)
- American History Atlas, (1968)
- Jewish History Atlas, (1969)
- The Second World War, (1970), for use in schools
- First World War Atlas, (1971)
- Russian History Atlas, (1972)
- Sir Horace Rumbold: Portrait of a Diplomat, 1869-1941, (1973)
- The Arab-Israeli Conflict: Its History in Maps, (1974)
- The Jews of Arab Lands: Their History in Maps, (1976)
- The Jews of Russia: Their History in Maps and Photographs, (1976)
- Jerusalem Illustrated History Atlas, (1977)
- Exile and Return: The Emergence of Jewish Statehood, (1978)
- Children's Illustrated Bible Atlas, (1979)
- Jews of Hope, The Plight of Soviet Jewry Today, (1984)
- Jerusalem: Rebirth of a City, (1985)
- Shcharansky: Hero of Our Time, (1986)
- The Second World War, (1989)
- Atlas Of British Charities, (1993)
- The Day the War Ended: May 8 1945, (1995)
- Jerusalem in the Twentieth Century, (1996)
- First World War, (2002)
- A History of the Twentieth Century, Volume One: 1900-1933, (1997)
- Israel, A History, (1998)
- A History of the Twentieth Century, Volume Two, 1933-1951, (1999)
- A History of the Twentieth Century, Volume Three, 1952-1999 (1999)
- From The Ends of the Earth: The Jews in the Twentieth Century, (2001)
- History of the Twentieth Century, (2001), condensed version of his three volume history
- Letters to Auntie Fori: The 5,000-Year History of the Jewish People and their Faith, (2002)
- D-Day, (2004)
- The Somme: Heroism and Horror in the First World War, (2006)